# 리쿠추오하시역
리쿠추오하시역(일본어: 陸中大橋駅)은 일본 이와테현 가마이시시에 위치한 동일본 여객철도 가마이시 선의 철도역이다. 섬식 승강장 1면 2선의 구조를 갖춘 지상역이다.

## 타는 곳
| 1 | ■ 가마이시 선 | 상행 | 도노 · 하나마키 방면 |
| 2 | ■ 가마이시 선 | 하행 | 가마이시 방면        |

## 역 주변
- 국도 제283호선
- 가마이시 광산

## 역사
- 1944년 10월 11일 : 개업.
- 1987년 4월 1일 : 일본국유철도 분할 민영화에 의해, 동일본 여객철도가 승계.
- 1993년 10월 1일 : CTC화에 의해 무인화. 리쿠추오하시 역장이 폐지되어, 가마이시 역장 관리하에 한다.

## 인접 역
| 동일본 여객철도 가마이시 선 | 동일본 여객철도 가마이시 선 | 동일본 여객철도 가마이시 선 |
| --------------------------- | --------------------------- | --------------------------- |
| 가미아리스 하나마키 방면    | ■ 가마이시 선               | 도센 가마이시 방면          |